# Joaquim José de Miranda
Joaquim José de Miranda (? — ?) foi um político brasileiro.
Conselheiro do governo, assumiu a presidência interina da província de Pernambuco no dia 13 de janeiro de 1834 e saiu em 17 de janeiro do mesmo ano.